# Conus andremenezi
Conus andremenezi é uma espécie de caracol marinho, um molusco gastrópode marinho na família Conidae. O tamanho da concha varia entre 25 mm e 55 mm. Como todas as espécies dentro do gênero Conus, esses caracóis são predatórios e venenosos. Eles são capazes de "perseguir" os humanos, portanto os vivos devem ser tratados com cuidado. Esta espécie marinha ocorre nas Filipinas.